# 西川一郎
西川 一郎（にしかわ いちろう、1967年10月3日 - ）は、東京都品川区出身の作詞家、作曲家、音楽プロデューサー、写真家。

## 来歴
1993年5月21日、男性二人組の音楽ユニット、système-d（ボーカル、ギター、作詞、作曲、編曲担当）としてフォーライフ・レコードよりメジャー・デビュー。その後Seven Steps to Heavenと改名し、1998年まで同社に在籍。同年、市原真紀をボーカルに迎えた自身の音楽ユニットONE VOICEで、DAIPRO-Xからデビュー。制作プロダクションGrooverJapan Productions において原盤制作や楽曲提供、プロデュース等を行う。2021年現在は音楽方面では目立った活動をしておらず、フリーランスの写真家として活動。

## ディスコグラフィー

### système-d
シングル
- Sleep Walker 逢いにゆく（FLDF-10266・1993年12月1日発売）
- Sha-la-la-la do I do（FLDF-10273・1994年4月6日発売）
- 7th affair（FLDF-1526・1994年9月21日発売）
- Hello! Shinin' day（FLDF-1548・1995年4月21日発売）
  - 「Orange Bells」作詞・作曲・編曲

アルバム
- Dial "D" for Murder!（FLCF-20205・1993年5月21日発売）　
  - 「FALLIN' ANGEL」作詞・作曲・編曲
- SCANDALはお熱いうちに⁉（FLCF-20217・1993年8月20日発売）
  - 「LOVE! LOVE! No.9－ロマンスよりもサクセス?－」作詞・作曲・編曲
- COLORS（FLCF-3528・1994年11月2日発売）　
  - 「Last Poets」「Bad News を聞く前に」作詞・作曲・編曲

### Seven Steps to Heaven
シングル
- Brand-New Kiss!（FLDF-1627・1997年6月21日発売）　作詞
  - 日本テレビ「TVじゃん!!」・読売テレビ「BREAK」EDテーマ
- Precious Love（FLDF-1639・1997年106月1日発売）作詞・作曲・編曲
  - 関西テレビ「はらぺこ亭」テーマ（関西テレビ）

アルバム
- BRILLIANT CUTS（FLCF-3697・1997年10月22日発売）
  - 「Brand-New Kiss!」作詞
  - 「Precious Love」作詞・作曲・編曲
  - 「きっと愛だろう」杉山洋介と共作詞
  - 「恋するダイヤモンド」杉山洋介、SAORIと共作詞

### One Voice
シングル
- 愛されなくちゃね他全2曲（DXDL-48・1998年12月2日発売）作曲・編曲
- ありふれた今日他全2曲（DXDL-59・1998年4月7日発売）作曲・編曲
- アタシが恋しくなるでしょう他全2曲（DXDL-62・1999年7月23日発売）作曲・編曲

アルバム
- WOMAN NEEDS LOVE全10曲（DXCL-29・1998年12月2日発売）作曲・編曲

### 楽曲提供他
- CHIHARU
  - 『花～大切な場所』（DZCA-1005・2002年11月10日発売）
  - ポッカコーポレーション紅茶「TEDA」CMソング作曲
- akane
  - 『akane iro』（JUCA-1001・2005年2月23日発売）
    - 「Truth or doubt」「例えば・・・」「光射す場所」「Truth or doubt～a midnight caution remix～」以上作曲・編曲
    - 「Thank you」編曲　

  - 『Truth or doubt』（JUCA-1002・2005年8月24日）
    - 「Truth or doubt」

  - 『one and only akane』（JUBL-1009・2006年7月5日発売）
    - 「Truth or doubt」「Shake It」作曲・編曲
- The Chakras『Salamanca』（2006年）
  - Japan Week 2006（スペイン・サラマンカ） オープニングイベント
    - テーマ曲編曲、イベント用音楽制作・プロデュース
- アニメ作品『ČTYŘi  POSVÁTNÉ  SViTKY』（2006年）
  - 音楽・音響制作担当
    - アニメ制作：幸重善爾（ゆきしげぜんに）
    - 制作元：at studio[1]